# 政治主導
政治主導（せいじしゅどう、英: political leadership）とは、政策、予算、人事、方針などを決めるにあたり政治家がイニシアティブをとることである。

## 概要
日本では官僚が原案を作成し、国会提出前に自民党の政務調査会や総務会の了承を得るという「事前審査」が慣例だった。しかし、これでは各省庁の省益優先で政策が決まるため、肝心の国の方向性が見えてこないという弊害が指摘されてきた。自公政権下で野党だった民主党は「官僚主導」と批判した。自民、民主両党とも党としての政策立案体制に不備があり、官僚が営々と築いてきた既存の制度のもとでの修正にならざるを得ない状況に追い込まれた。
2009年9月に成立した民主党政権も首相の補佐機構の整備に意欲を示し、内閣官房の他に国家戦略局、行政刷新会議の整備を目指したが、それぞれの関係は明確ではなく、最終的に野田内閣で、首相を直接補佐する内閣官房、経済財政諮問会議に代わる国家戦略会議、行政改革を推進する行政刷新会議という分担となった。次に事務次官等会議を廃止し、政治家から任命される政務の官房副長官が主催する副大臣会議によって省庁間調整を果たそうとしたが、機能しなかった。
こうした民主党政権の失敗を教訓に、2012年12月に成立した第2次安倍内閣では、各省庁の幹部人事を首相官邸が一元的に掌握し、政治主導を実現するために内閣人事局が設置された。内閣人事局は総務省や人事院の出身者を中心に事務を担い、審議官級以上の人事権を首相官邸が掌握する。内閣人事局を通じて首相や各省大臣などの政治家が各省庁の幹部人事を掌握することで、政治主導が可能となった。

## 識者の見解
元通産省官僚の古賀茂明は、
1. 「政治主導」の意味の取り違えによる官僚排除
2. 閣僚の政治主導実行能力の欠如
3. 有能で信頼できるサポートスタッフの欠如
4. 首相や大臣の目的意識の欠如

の4点が問題だったと指摘しており、政治主導を実現するのに必要なこととして、
1. リーダーが明確なビジョンを持つこと
2. リーダーが素質を高く持つこと
3. ビジョンを実現していく具体的で明確な戦略を持つこと
4. 非常に優秀な自分のスタッフを持つこと

の4点を挙げている。
日本総合研究所調査部主任研究員の西沢和彦は、
1. 党のシンクタンクの設立・拡充を優先的に検討する。これにより、常に現行制度に客観的検証が加えられたうえで、政策の新機軸が打ち出されることが期待される。
2. 健康保険財政が極めて複雑であり政治家でもとてもついていけるものではないとして、社会保障制度をシンプルで分かりやすいものへ作り直すことを改革の重要な指針に据える。
3. 厚生労働省が作成している年金の給付負担倍率の推計が年金制度を過大評価しているように、第三者による監査がないことが議論の混乱を招く根本的な要因の1つとなっている。客観的かつ分かりやすい情報提供体制の整備などが必要。

の3点を提言している。